# Володимир (Ковбич)
Володи́мир Ко́вбич (нар. 27 березня 1953, Мандаґуасу, Бразилія) — архієпископ і митрополит архієпархії святого Івана Хрестителя в Куритибі (Бразилія) Української греко-католицької церкви, василіянин.

## Біографія

### Дитинство, вступ до монастиря, священство
Владика Володимир Ковбич народився 27 березня 1953 року в селі Мандаґуасу (Парана, Бразилія).
Протягом 1966–1970 років навчався в Малій семінарії отців Василіян в Прудентополісі (Парана).
28 січня 1971 року вступив до новіціату Отців Василіян в Іваї. 11 лютого 1973 року склав перші тимчасові обіти. Від 1976 до 1978 року вивчав філософію у Василіянському навчальному центрі в Куритибі (Батель). 16 серпня 1978 року склав вічні обіти у Василіянському Чині. Від 1978 до 1981 року вивчав богослов'я в Папському інституті святого Ансельма в Римі. 12 квітня 1981 року в Римі висвячений на диякона (святитель архієпископ Мирослав Марусин). 6 грудня 1981 року отримав ієрейські свячення (святитель владика Єфрем Кривий, ЧСВВ).

### Душпастирська і освітня діяльність
- 1982—1983 — сотрудник парафії Іваї;
- 1983—1988 — сотрудник парафії в Прудентополісі; вчитель і духовний наставник в Малій семінарії в Прудентополісі;
- 1989—1990 — викладач у єпархіальній семінарії;
- 1990—1991 — парох в Сан-Пауло;
- 1991—1996 — єпархіальний провідник Апостольства молитви, викладач у єпархіальній семінарії, а з 1992 року — керівник Василіянського навчального центру в Куритибі;
- 1993 рік — отримав диплом ліценціата з морального богослов'я в Університеті Сан-Пауло;
- від 1993 року — викладач богослов'я в Католицькому богословському інституті в Куритибі;
- 1996—2000 — сотрудник парафії в Понта Ґросса, консультор в провінційній курії отців Василіян;
- з 2000 року душпастирював на парафіях в Антоніо Олінто, Кампіні, Сантосі Андраде, Міко Маґро і Сан Жоано.
- 2000 рік — отримав докторський ступінь з морального богослов'я в Папському університеті в Ріо-де-Жанейро.

### Єпископ
10 грудня 2003 року папа Римський Іван-Павло II призначив о. Володимира Ковбича, ЧСВВ, Єпископом-коад'ютором Української католицької єпархії святого Івана Хрестителя в Куритибі (Бразилія).
21 березня 2004 року в Катедральному соборі святого Івана Хрестителя в Куритибі відбулася архієрейська хіротонія. Святитель — Блаженніший Любомир кардинал Гузар, Глава УГКЦ.
13 грудня 2006 року Святіший Отець Бенедикт XVI прийняв зречення дотеперішнього єпископа Куритибської єпархії УГКЦ владики Єфрема Кривого, ЧСВВ, і його наступником, згідно з приписами права, став владика Володимир Ковбич. Інтронізація владики Володимира на престол Куритибської єпархії відбулася 7 лютого 2007 року у катедральному храмі святого Івана Хрестителя у Куритибі.